# Biffy Clyro
Biffy Clyro är en skotsk rockgrupp från Ayrshire, bestående av Simon Neil (sång, gitarr), James Johnston (bas, sång) samt Ben Johnston (trummor, sång). 
De tre bildade sitt första band (Screwfish) ihop redan 1995, som unga tonåringar. Sedan 2002 har de dock som bandet Biffy Clyro släppt fem studioinspelade album, Blackened Sky, The Vertigo of Bliss och Infinity Land, men det är efter deras fjärde album, Puzzle, som kom ut 2007, som de fått sitt stora genombrott. 2009 släppte de albumet Only Revolutions.
Bandets 'sound' karaktäriseras av en tung, men samtidigt melodisk, blandning av gitarr, bas och trummor, där alla tre bandmedlemmarna bidrar med sång. De är välkända för komplexa, sammanvävda gitarriff, ackordsekvenser och melodier som ofta förändras genom sången.

## Bandnamnet
Bandet har aldrig riktigt avslöjat exakt varifrån namnet "Biffy Clyro" härstammar. De har otaliga historier om hur namnet kom till, när de blev intervjuade av Soccer AM hävdade bandet att de namngivit sig efter en fotbollsspelare vid namn Biffy Clyro, som spelade för det skotska laget Ayr United, samtidigt erkände de att de brukar hitta på historier om namnet eftersom de är trötta på att ständigt få samma fråga. En annan berättelse är att en av medlemmarna ägde en Cliff Richards-penna, alltså en "Cliffy Biro" (biro = kulspetspenna), vilket blev en ordlek efter en sen kväll på krogen. I en annan intervju har Biffy Clyro påståtts stå för "Big Imagination For Feeling Young ’Cos Life Yearns Real Optimism" (ung. stor föreställningsförmåga för att känna sig ung, för att livet längtar efter riktig optimism”).
"Mon the Biff!" är ett slags hejarop som hängivna fans ropar ut mellan sånger på spelningar, eller innan bandet kommer ut på scen.

## Diskografi
- 2002 – Blackened Sky
- 2003 – The Vertigo of Bliss
- 2004 – Infinity Land
- 2007 – Puzzle
- 2009 – Only Revolutions
- 2013 – Opposites
- 2016 – Ellipsis
- 2019 – Balance, Not Symmetry
- 2020 – A Celebration of Endings
- 2021 – The Myth of the Happily Ever After